# Lumbricillus knoellneri
Lumbricillus knoellneri är en ringmaskart som beskrevs av Nielsen och Christensen 1959. Lumbricillus knoellneri ingår i släktet Lumbricillus och familjen småringmaskar. Arten har ej påträffats i Sverige. Inga underarter finns listade i Catalogue of Life.